# Christophe Simon
Pour les articles homonymes, voir Simon.
Christophe Simon, né le 16 août 1974 à Namur, est un dessinateur et peintre belge.

## Biographie
Christophe Simon naît le 16 août 1974 à Namur, dans la Région wallonne. Très jeune, il s'intéresse aux voyages et à l'histoire. Il étudie pendant un an aux Facultés universitaires Notre-Dame-de-la-Paix dans sa ville natale. Il suit les cours de bande dessinée de Vittorio Leonardo à l'Académie des beaux-arts de Châtelet, en histoire de l'art et archéologie.
Début des années 1990, Jacques Martin, le « père » d'Alix, lui propose de rejoindre son studio. À partir de 1993, ce dernier lui confie le dessin d'Orion, de Lefranc remplaçant Gilles Chaillet pour qui Olivier Pâques l'aide en tant que dessinateur des décors, puis le fait travailler sur deux tomes de L'Odyssée d'Alix. Il illustre Sur la trace des Celtes aux éditions Érasme en 2003. En 2005, toujours ce dernier l'invite à reprendre Alix pour quatre albums. Il a aussi collaboré avec l'écrivain Patrick Weber sur Sparte, grand mythe de la Grèce antique, trois tomes aux éditions Le Lombard (2011-2015). À la disparition de Philippe Delaby, il lui rend hommage dans le no 82 de dBD en avril 2014.
Il participe à la mise en images d'un épisode de Corentin : Les Trois Perles de Sa-Skya, une adaptation en bande dessinée du roman de Jean Van Hamme publié dans Tintin Sélection. Cet album lui vaut le prix Saint-Michel de la presse en 2016.
Fin 2018, il publie Kivu, one shot issu d'une collaboration avec Jean Van Hamme, inspiré de la vie du gynécologue congolais Denis Mukwege,. Gilles Ratier sur le site BDzoom, classe l'album en BD de la semaine le 17 septembre 2018. Laurent Turpin sur le même site d'information avance un tirage initial de 30 000 exemplaires. La chroniqueuse Kidi Bebey pour Le Monde Afrique émet des réserves sur le traitement. Jean Van Hamme et Christophe Simon sont récompensés du prix Saint-Michel dans la catégorie Meilleur album en 2019.
Puis, il commence une nouvelle série politique Chroniques diplomatiques, sur un scénario de Tristan Roulot et une mise en couleur de Alexandre Carpentier, il publie le premier tome Iran 1953 aux éditions Glénat en 2021. Deux ans plus tard, il sort le deuxième tome intitulé : Birmanie 1954,. En 2023, il contribue au Tintin numéro spécial 77 ans.

### Vie privée
Christophe Simon vit à Namêche dans l'entité d'Andenne dans la province de Namur en Belgique.

## Œuvres
Orion, avec Jacques Martin
- Le Styx, éd. Orix, 1996  (ISBN 2-205-04542-3)
- 3. Le Pharaon, Dargaud, Paris, février 1998
Scénario : Jacques Martin - Dessin : Christophe Simon - Couleurs : Maud Chapelle -  (ISBN 2-205-04522-9)

Alix, avec Jacques Martin
- C'était à Khorsabad[20], Casterman, 2006  (ISBN 2-203-31225-4)
- 26. L'Ibère[21],[22], Casterman, Bruxeles, novembre 2007
Scénario : Jacques Martin, Patrick Weber, François Maingoval - Dessin : Christophe Simon - Couleurs : Matthieu Gauthy, Thierry Faymonville, Hilde Manhaeve, Christophe Fumeux -  (ISBN 978-2-203-31226-5)
- Le Démon du Pharos[23], Casterman, 2008  (ISBN 978-2-203-01472-5)
- L'Odyssée d'Alix, vol. 2, Dargaud, 1999  (ISBN 2-205-04667-5)
- Les Voyages d'Alix : Alix le conquérant, Casterman, 2009  (ISBN 978-2-203-32939-3)

Alix, avec Michel Lafon
- La Conjuration de Baal[24],[25], d'après les personnages de Jacques Martin (décors et couleurs de Manuela Jumet, Alexandre de la Serna et Bruno Wesel), Casterman, 2011  (ISBN 978-2-203-03594-2)

Lefranc, avec Jacques Martin
- La Colonne[26],[27], Casterman, 2001  (ISBN 2-203-31414-1)
- El Paradisio[28],[29], Casterman, 2002  (ISBN 2-203-31415-X)

### Sparte
- 1. Ne jamais demander grâce[30],[31],[32],[33], Le Lombard, Bruxelles, 26 août 2011
Scénario : Patrick Weber - Dessin et couleurs : Christophe Simon -  (ISBN 978-2-8036-2855-1)
- 2. Ignorer toujours la douleur[34],[35], Le Lombard, Bruxelles, 28 juin 2013
Scénario : Patrick Weber - Dessin : Christophe Simon - Couleurs : Ingrid De Vuyst -  (ISBN 978-2-8036-3090-5)
- 3. Ne pas craindre la mort[36], Le Lombard, Bruxelles, 27 mars 2015
Scénario : Patrick Weber - Dessin : Christophe Simon - Couleurs : Ingrid De Vuyst -  (ISBN 978-2-8036-3435-4)

### Ella Mahé
- 4. La Couleur des dieux[37], Glénat, coll. « Caractère », Grenoble, 4 avril 2012
Scénario : Maryse et Jean-François Charles - Dessin : Christophe Simon, Jean-François Charles - Couleurs : Bruno Wesel, Jean-François Charles -  (ISBN 978-2-7234-7728-4)

Avec Jean Van Hamme
- Corentin[6],[38], d'après Paul Cuvelier : Les Trois perles de Sa-Skya, Le Lombard, 2016  (ISBN 978-2-8036-3578-8)
- Kivu[9],[10],[12], Le Lombard, coll. « Signé », Bruxelles, 14 septembre 2018
Scénario : Jean Van Hamme - Dessin : Christophe Simon - Couleurs : Alexandre Carpentier -  (ISBN 978-2-8036-7266-0)

### Chroniques diplomatiques, série politique
- 1. Iran 1953[39],[19],[40],[41], Le Lombard, Bruxelles, 24 septembre 2021
Scénario : Tristan Roulot - Dessin : Christophe Simon - Couleurs : Alexandre Carpentier -  (ISBN 978-2-8036-7608-8)
- 2. Birmanie 1954[15],[16],[42],[43], Le Lombard, Bruxelles, 22 septembre 2023
Scénario : Tristan Roulot - Dessin : Christophe Simon - Couleurs : Alexandre Carpentier -  (ISBN 978-2-8082-0263-3)

### Collectifs
- La BD du 3e [millénaire][44], Loterie romande, décembre 1999
Scénario : collectif - Dessin : collectif dont Christophe Simon - Couleurs : quadrichromie
- Numéro spécial 77 ans - L'hommage des auteurs et autrices d'aujourd'hui aux personnages mythiques du journal Tintin, Éditions Moulinsart-Le Lombard, Bruxelles, 8 septembre 2023
Scénario : collectif - Dessin : collectif dont Christophe Simon - Couleurs : quadrichromie -  (ISBN 2-85815-201-2)

### Exposition
- Autour d'Alix, galerie « Les Dessous du Dessin » , Bruxelles  du 1er au 14 décembre 2008[45].

## Prix et récompenses
- 2016 :  prix Saint-Michel de la presse pour Corentin, t. 8 : Les Trois Perles de Sa-Skya[8],[46] ;
- 2019 :  prix Saint-Michel du meilleur album[47] avec Jean Van Hamme pour Kivu[13].

#### Livres
: document utilisé comme source pour la rédaction de cet article.
- Jacques Fiérain, « Simon, Christophe », dans La BD dans les provinces de Liège, Namur et Luxembourg, Charleroi, Éd. l'Âge d'or, 2004, 112 p., ill. ; 31 cm (ISBN 9782960019698, OCLC 470388297, présentation en ligne), p. 95.
- Henri Filippini, « Simon, Christophe », dans Dictionnaire de la bande dessinée, Paris, Bordas, 2005, 912 p., ill. ; 27 cm (ISBN 9782047299708 et 2047299705, OCLC 1009545288, présentation en ligne), p. 865. .

#### Périodiques
- Jean Van Hamme (interviewé) et Frédéric Bosser, « Un livre coup de poing », dBD, no 126,‎ septembre 2018, p. 24-27.
- Christophe Simon (interviewé) et Frédéric Bosser, « Le complice », dBD, no 126,‎ septembre 2018, p. 28-29.

#### Articles
- Christophe Simon et Alexandre Carpentier (interviewés par Charles-Louis Detournay), « Christophe Simon et Alexandre Carpentier : « Corentin est à mi-chemin entre la bande dessinée et la peinture. » », ActuaBD,‎ 21 juin 2016 (lire en ligne, consulté le 6 février 2023).
- lorian Castelli, « Un amoureux du dessin », L'Avenir,‎ 9 septembre 2019 (lire en ligne, consulté le 18 juillet 2025).

### Vidéographie
- [vidéo] « Derrière le masque ... Christophe Simon », sur YouTube, 3 octobre 2021